# Hermetschwil-Staffeln
Hermetschwil-Staffeln (schweizerdeutsch: ˌhɛrmətˈʃʋiːl-ˈʃtɑfːlə) ist ein Dorf im Schweizer Kanton Aargau und war bis Ende 2013 eine eigenständige Einwohnergemeinde im Bezirk Bremgarten. 2014 fusionierte Hermetschwil-Staffeln mit Bremgarten. Bis 1953 hiess die Gemeinde offiziell Hermetschwil.

## Geographie
Die frühere Gemeinde besteht aus den ungefähr gleich grossen Ortsteilen Hermetschwil und Staffeln. Hermetschwil liegt am linken Ufer der Reuss, Staffeln unmittelbar westlich davon, aber durch eine rund 30 Meter hohe Geländestufe getrennt. Dieser Ortsteil liegt auf einem durch den Reussgletscher geformten Molassehügel, der in eine Ebene übergeht. Die Reuss, die von Südost nach Nordwest fliesst, ist bei Hermetschwil ein eher stehendes Gewässer, da der Fluss weiter nördlich beim Kraftwerk Bremgarten-Zufikon gestaut wird. Ganz im Osten hatte die frühere Gemeinde einen Anteil am Flachsee, einem künstlich geschaffenen See, der ein idealer Lebensraum für bedrohte Vogel- und Amphibienarten ist und unter Naturschutz steht. Dort begrenzt ein Hochwasserschutzdamm das westliche Ufer.
Die Fläche des früheren Gemeindegebiets betrug 334 Hektaren. Der höchste Punkt war auf 475 Metern im Gebiet Leerbächer westlich von Staffeln, der tiefste auf 380 Metern an der Reuss. Nachbargemeinden waren bis zum 31. Dezember 2013 Bremgarten und Zufikon im Norden, Unterlunkhofen im Osten, Rottenschwil und Besenbüren im Süden, Bünzen im Westen sowie Waltenschwil im Nordwesten.

## Geschichte

Luftbild (1947)

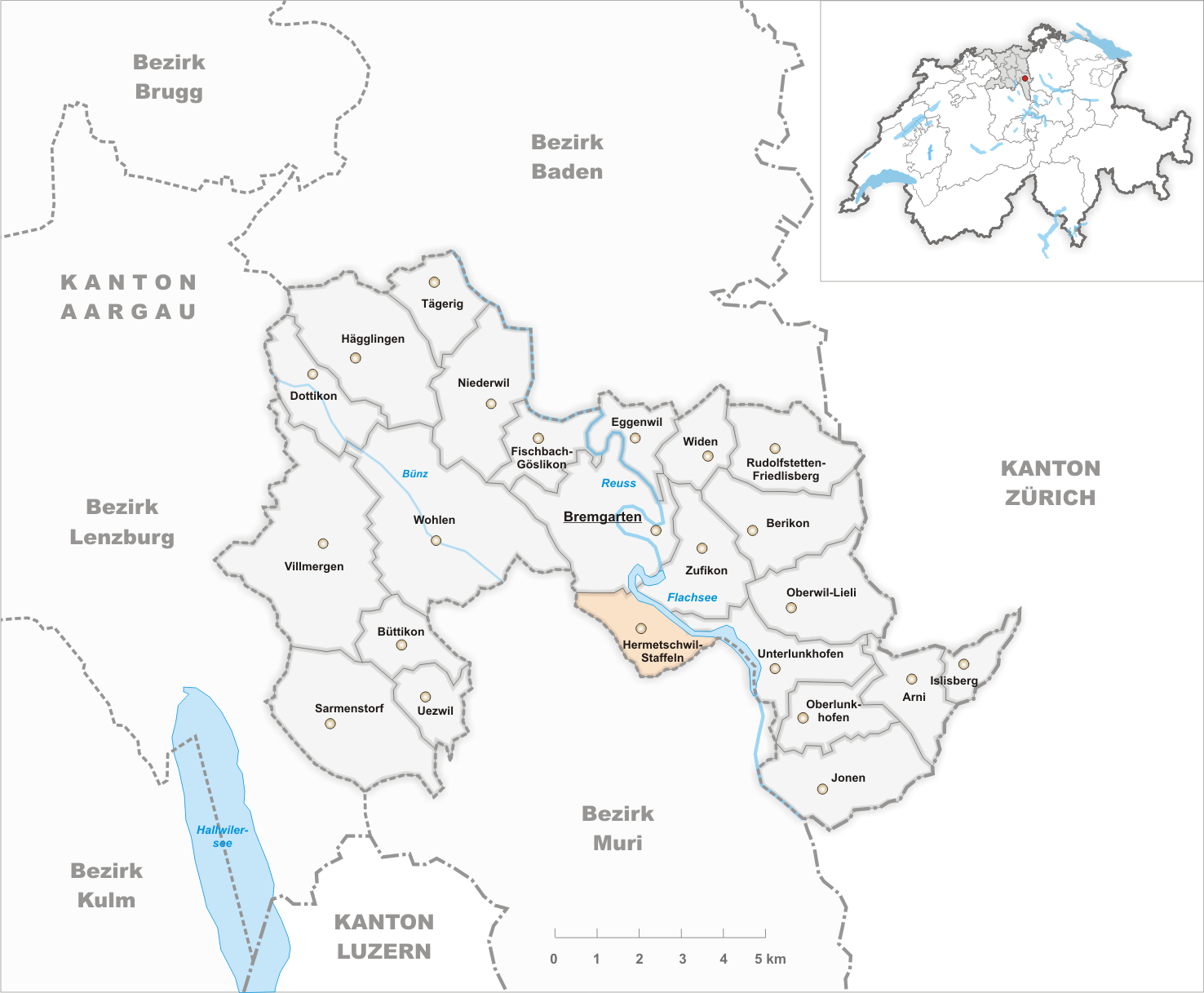
Gemeindestand vor der Fusion am 1. Januar 2014

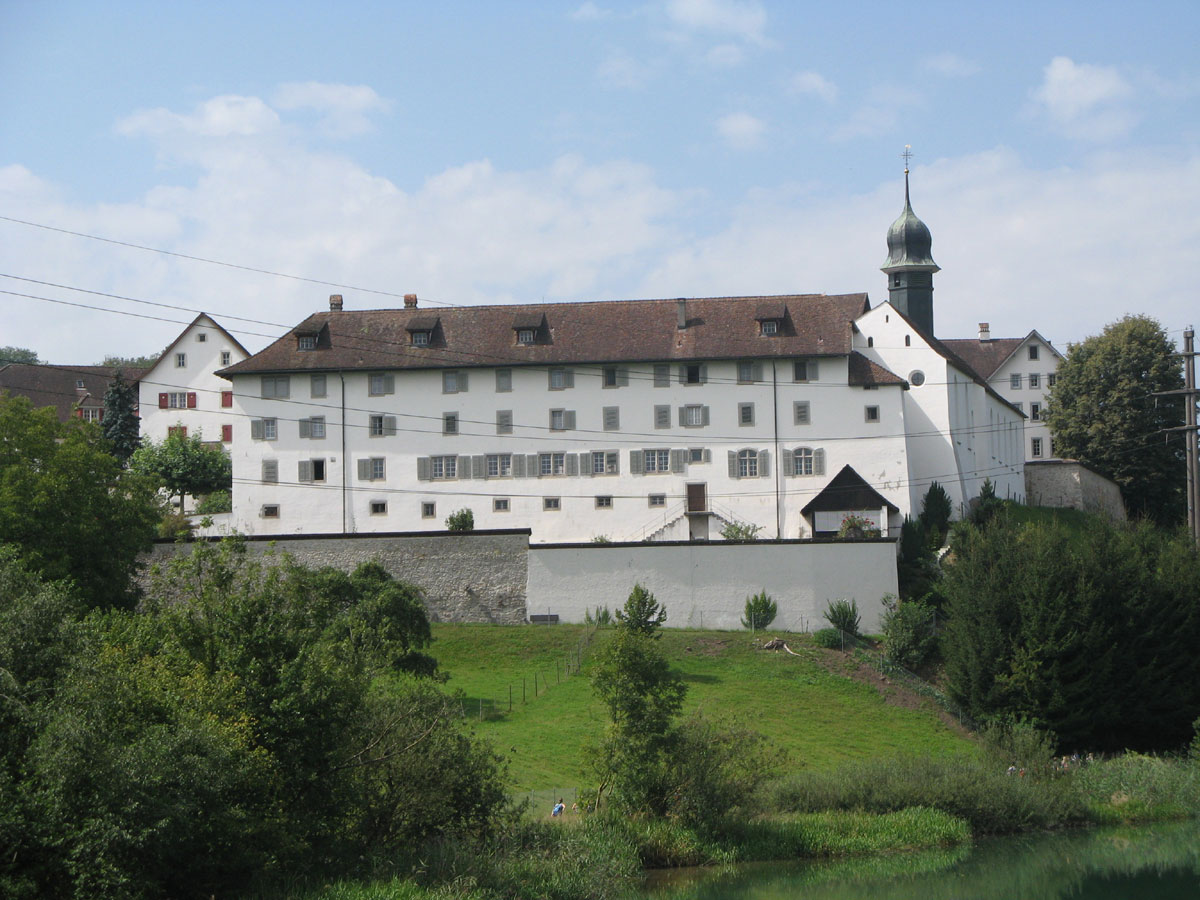
Kloster Hermetschwil

Im Güterverzeichnis von Muri erschien 1064 erstmals der Name Hermenswil. Der Ortsname stammt vom althochdeutschen Hermuoteswilari und bedeutet «Hofsiedlung des Hermuot». Der Ortsname Staffeln erschien erstmals 1281, ist vom althochdeutschen (ze) Staffalun abgeleitet und hat die Bedeutung «bei den Geländestufen». Das im Jahr 1027 gegründete Kloster Muri war zunächst ein Doppelkonvent. Gegen Ende des 12. Jahrhunderts zogen die Nonnen nach Hermetschwil in die neugegründete Benediktinerinnenabtei St. Martin. Das Kloster Hermetschwil erhielt von Muri Grundbesitz und diverse Herrschaftsrechte im Reusstal. Die Nonnen erlangten um 1300 das Recht zur Selbstverwaltung, blieben aber unter der Oberhoheit des Klosters Muri.
Im Mittelalter lag die niedere Gerichtsbarkeit beim Kloster Muri, die Blutgerichtsbarkeit bei den Habsburgern. 1415 eroberten die Eidgenossen den Aargau. Hermetschwil war nun Hauptort des «Krummamts» in den Freien Ämtern, einer gemeinen Herrschaft. Die Bevölkerung trat 1529 zur Reformation über, wurde aber 1531 nach dem Zweiten Kappelerkrieg rekatholisiert. Im März 1798 nahmen die Franzosen die Schweiz ein und riefen die Helvetische Republik aus. Hermetschwil war eine Gemeinde im kurzlebigen Kanton Baden, seit 1803 gehört sie zum Kanton Aargau. Im Zuge des Aargauer Klosterstreits hob der Kanton das Kloster im Jahr 1841 auf, machte diesen Schritt jedoch 1843 wieder rückgängig. Während des Kulturkampfs wurde das Kloster im Jahr 1876 erneut aufgehoben und in ein Kinderheim umgewandelt. Seit 1985 wird das Kloster wieder von Nonnen bewohnt. Die Gemeinde selbst blieb bis weit ins 20. Jahrhundert hinein landwirtschaftlich geprägt.
Die Einwohnerzahl stagnierte und stieg nach 1950 nur leicht an. Ab Ende der 1980er Jahre geriet Hermetschwil-Staffeln in den Sog der ausufernden Agglomeration der Stadt Zürich. Eine rege Bautätigkeit setzte ein, welche die Einwohnerzahl um mehr als das Doppelte ansteigen liess. Am 15. Dezember 2011 stimmte die Gemeindeversammlung dem Fusionsvertrag mit der Nachbargemeinde Bremgarten zu. Die Stimmberechtigten bestätigten diesen Beschluss am 11. März 2012 in einer Abstimmung mit 246 zu 208 Stimmen. Der Zusammenschluss erfolgte am 1. Januar 2014.

## Sehenswürdigkeiten

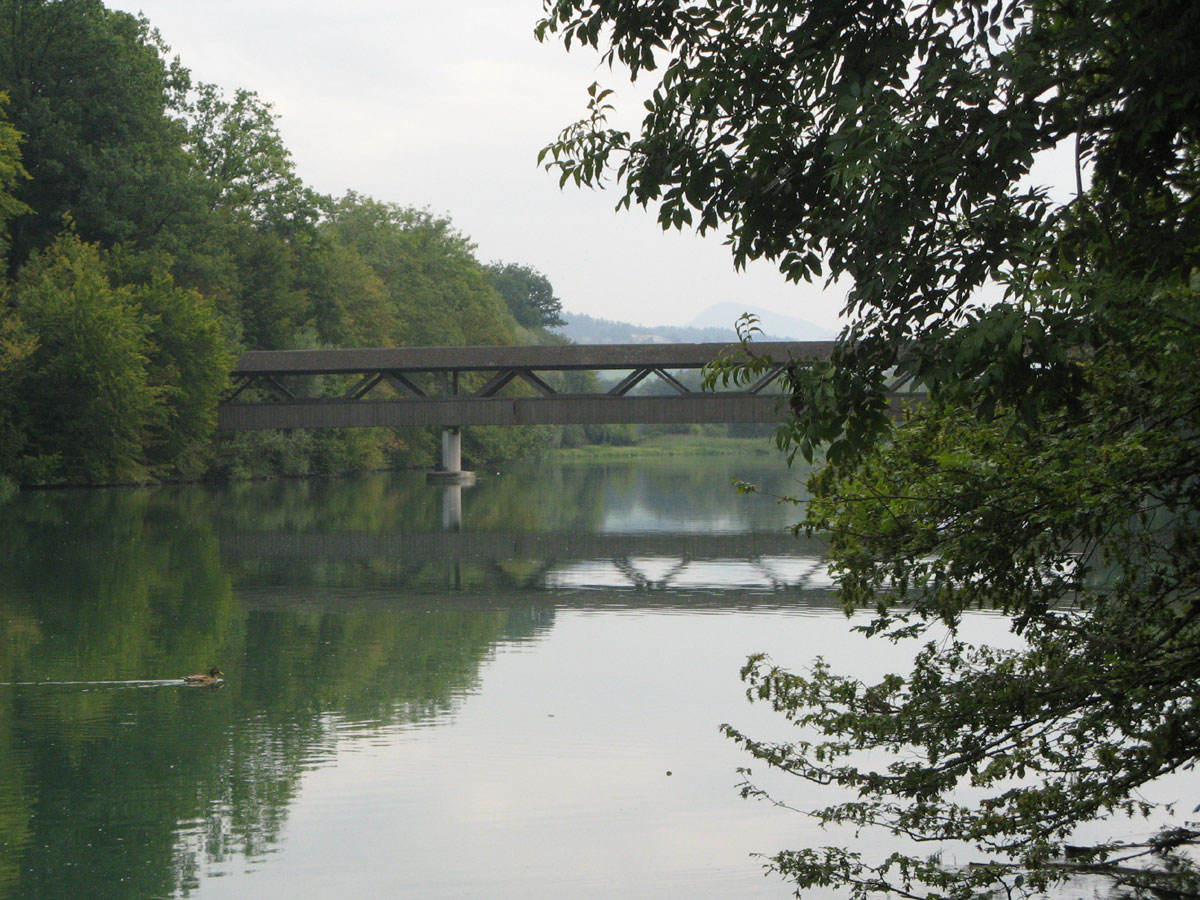
Holzbrücke über die Reuss

Ortsbildprägend ist die Benediktinerinnenabtei St. Martin (siehe Kloster Hermetschwil). Die trapezförmige Klosteranlage nahe dem Ufer der Reuss wird durch eine Ringmauer umschlossen und umfasst neben der Klosterkirche mehrere Gebäude aus dem 16. bis 18. Jahrhundert. Im Ortsteil Hermetschwil steht das spätbarocke Wohnhaus der Familie Donat Abbt, das 1999 den Aargauer Heimatschutzpreis erhielt. Über die Reuss führt eine gedeckte Holzbrücke für Fussgänger und ermöglicht dadurch Wanderungen rund um den Flachsee.

## Wappen
Die Blasonierung des ehemaligen Gemeindewappens lautet: «In Blau gekrönte gelbe Schlange, schwarz gezungt.» Ursprünglich war auf dem Wappen eine Linde zu sehen, die auf einen jahrhundertealten Baum im Dorfkern zurückging. Da der Baum 1939 gefällt werden musste, verlor das Wappenbild seine ursprüngliche Bedeutung. Deshalb führte die Gemeinde ab 1964 das Wappen des Klosters Hermetschwil.

## Bevölkerung
Die Einwohnerzahlen entwickelten sich wie folgt:
| Jahr      | 1850 | 1900 | 1930 | 1950 | 1960 | 1970 | 1980 | 1990 | 2000 | 2010 |
| Einwohner | 346  | 389  | 383  | 379  | 412  | 473  | 498  | 592  | 1087 | 1105 |

Am 31. Dezember 2013 lebten 1128 Menschen in Hermetschwil-Staffeln. Bei der Volkszählung 2000 waren 55,5 % römisch-katholisch und 28,5 % reformiert; 1,0 % gehörten anderen Glaubensrichtungen an. 96,0 % bezeichneten Deutsch als ihre Hauptsprache, 1,3 % Italienisch, 0,7 % Französisch.

## Verkehr
Hermetschwil-Staffeln liegt an der Kantonsstrasse 296 zwischen Bremgarten und Muri. Von Bremgarten aus, wo Anschluss an die Bremgarten-Dietikon-Bahn besteht, führt eine Postautolinie in beide Ortsteile.